# Formacja Adamantina
Formacja Adamantina (port. Formação Adamantina) – formacja geologiczna składająca się ze skał osadowych, występująca w południowej Brazylii (stany São Paulo, Minas Gerais, Goiás i Mato Grosso do Sul), w niecce Parany (Basen Bauru). Jej wiek oceniany jest na późną kredę. Znana z występowania licznych skamieniałości.

## Opis i położenie

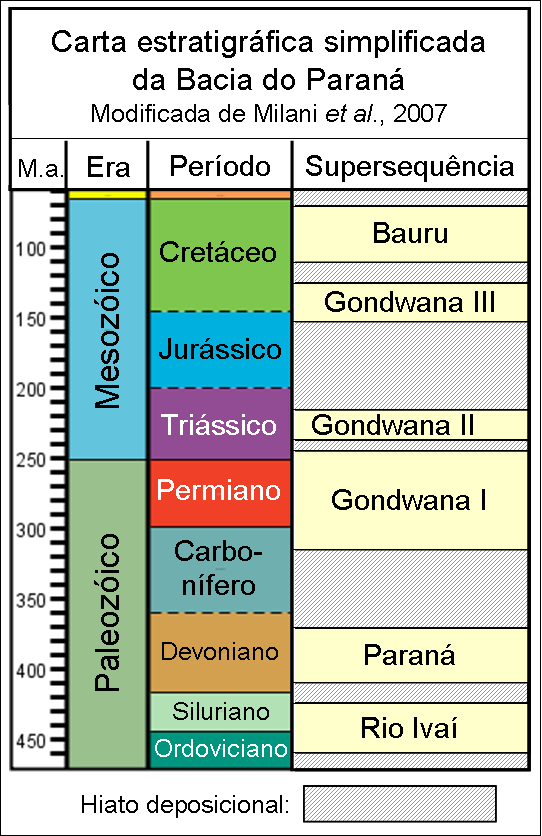
Stratygrafia niecki Parany (Milani, 1997)

Nazwa pochodzi od miasta Adamantina, gdzie skały te odkryto i opisano po raz pierwszy. Wiek formacji został oznaczony na górną kredę, przy czym większość badaczy przyjmuje wiek turon-santon (90–83,5 mln lat), natomiast niektórzy określają go na kampan-mastrycht (83,5–65 mln lat), czyli najwyższą kredę.
Formacja Adamantina składa się głównie ze skał osadowych – piaskowców, mułowców, iłowców i piaskowców ilastych (zailonych). Należy do grupy Bauru (port Grupo Bauru). Powyżej zalega formacja Ubareba (port. Formação Ubareba), a poniżej formacja Santo Anastácio (port. Formação Santo Anastácio) z grupy Caiuá (port. Grupo Caiuá).
Milani (1997) określił formację Adamantina jako część supersekwencji Bauru (port. Supersequência Bauru).

## Skamieniałości
W skałach formacji Adamantina oznaczono następujące skamieniałości:
| Krokodylomorfy (archozaury) - Adamantinasuchus - Armadillosuchus - Baurusuchus - Brasileosaurus - Caipirasuchus - Campinasuchus - Goniopholis - Mariliasuchus - Montealtosuchus - Morrinhosuchus - Sphagesaurus - Stratiotosuchus |  | Dinozaury - Adamantisaurus - Aeolosaurus - Antarctosaurus - Gondwanatitan - Maxakalisaurus - Megalosaurus - Titanosaurus |